# خوسيه مانويل بيريز رودريغيز
خوسيه مانويل بيريز رودريغيز (بالإسبانية: José Manuel Pérez Rodríguez)‏ (24 مايو 1985 بإشبيلية في إسبانيا - ) هو لاعب كرة قدم إسباني في مركز الدفاع. لعب مع راسينغ فيرول وكولتورال ديبورتيفا ليونيسا ونادي بورغوس وSporting Villanueva Promesas ‏ وCD Móstoles ‏ وSevilla FC C ‏ ونادي ديبورتيفو الكالا وLucena CF ‏.

## وصلات خارجية
- خوسيه مانويل بيريز رودريغيز على موقع قاعدة بيانات كرة القدم.إي يو (الإنجليزية)
- خوسيه مانويل بيريز رودريغيز على موقع Soccerway.com (الإنجليزية)